# Густав Сепеші
Густав Сепеші (угор. Szepesi Gusztáv, 17 липня 1939, Мішкольц — 5 червня 1987, Татабанья) — угорський футболіст, що грав на позиції захисника. Всю кар'єру гравця провів у клубі «Баньяс» з міста Татабанья, у складі якої кілька разів ставав призером чемпіонату країни, грав також у складі збірної Угорщини, у складі якої ставав олімпійським чемпіоном 1964 року, брав участь у чемпіонаті світу 1966 року.

## Клубна кар'єра
Густав Сепеші розпочав виступи на футбольних полях у 1959 році в команді «Баньяс» з міста Татабанья, у якій грав протягом усієї своєї кар'єри футболіста. Двічі, у 1964 та 1966 роках, він ставав бронзовим призером першості країни. Виступав у складі команди з Татабанья до 1969 року, після чого завершив виступи на футбольних полях.

## Виступи за збірну
У 1964 Густав Сепеші був учасником футбольного турніру на Олімпійських іграх 1964 року у Токіо, здобувши того року титул олімпійського чемпіона.
1965 року дебютував в офіційних матчах у складі національної збірної Угорщини. Загалом протягом кар'єри у національній команді, яка тривала 2 роки, провів у її формі 5 матчів. У складі збірної був учасником чемпіонату світу 1966 року в Англії.
Після завершення футбольної кар'єри Густав Сепеші жив у Татабанья, працював дитячим тренером. Помер 5 червня 1987 року на 48-му році життя у Татабанья від інсульту.

## Титули і досягнення
- Олімпійський чемпіон: 1964